# Закон фазових реакцій
Закон фазових реакцій — це закон екологічної токсикології, згідно з яким малі концентрації токсиканту діють на організм у напрямку посилення його функції (стимуляція), більш високі — в напрямку пригнічення (інгібування), ще більш високі призводять до смерті організму.